# رداب
الرداب القولوني أو التهاب رتجي أو داء الرتوج أو الرتاج أو الرداب أو البروزات المخاطية (بالإنجليزية: Diverticulosis)‏ هي الاٍصابة برتج في القولون وهي خوارج جيبية من الغشاء المخاطي للقولون والطبقة تحت المخاطية من خلال نقاط الضعف في طبقات العضلات في جدار القولون. وتظهر بشكل كبير في القولون السيني، وهو المكان الأكثر شيوعًا لزيادة الضغط. يُعد المرض غير شائع قبل سن الأربعين، بينما يزداد معدل الإصابة بعد هذا السن.  عادة لا يسبب المرض أعراضًا إلا بعد التهاب هذه التكيسات ويُسمّى «التهاب الرتج» (بالانجليزية:التهاب الرتوج). يتم التشخيص غالبًا من خلال تنظير القولون، أو يُكتَشف المرض أثناء عمل أشعة مقطعية.

## العلامات والأعراض
من أعراض داء الرتوج: التقلصات، انتفاخ البطن، والتغوط غير المنتظم. إلا أنه لم يتم تحديد إذا كانت هذه الأعراض تعزى إلى داء الرتوج أو إلى متلازمة القولون العصبي المصاحبة له.
يرتبط أيضًا داء الرتوج مع زيادة خطر الإصابة بسرطان القولون في الجانب الأيسر

### النزيف
يُعد النزيف الرتجي هو السبب الأكثر شيوعًا للنزيف الحاد من الجهاز الهضمي السفلي ، فيمكن أن يشكو المريض من خروج دم أحمر عبر المستقيم ويكون النزيف غير مؤلم. ومع ذلك؛ تشير التقديرات إلى أن 80% من هذه الحالات تُشفى من تلقاء نفسها ولا تحتاج علاج محدد.

### التهاب الرتج
تجمُّع البراز في هذه الخوارج الجيبية بالقولون قد يؤدي إلى التهابها. يحدث هذا في 10-25٪ من الأشخاص الذين يعانون من داء الرتوج. تؤدي الالتهابات إلى تمزقات في جدار القولون ينتج عنها النزيف أو الانثقاب. وقد يحدث انسداد معوي، التهاب الصفاق، تكوُّن خرَّاج، تليُّف خلف الصفاق، الإنتان، والنواسير. نادرًا ما تتكون حصوات معوية.
من المظاهر السريرية لالتهاب الرتج: ألم مستمر في البطن، ألم شديد غير مُحتمَل في الربع السفلي الأيسر من البطن، الغثيان، التقيؤ، الإمساك أو الإسهال، الحُمّى وفرط كريات الدم البيض.
من المهم الحصول على المشورة الطبية واستبعاد الحالات الأكثر خطورة مثل سرطان القولون أو المستقيم عند ظهور هذه الأعراض في شخص أكثر من 40 عام.

## عوامل الخطورة
- التقدم في العمر
- الإمساك
- اتباع نظام غذائي قليل الألياف الغذائية
- تناول كمية كبيرة من اللحوم المُصنّعة[20][21][22]
- اضطرابات النسيج الضام (مثل متلازمة مارفان ومتلازمة إهلرز دانلوس) التي قد تسبب ضعف في جدار القولون
- الاستعداد الوراثي [23]
- الفقدان الشديد للوزن
- ضعف الحالة المناعية
- التدخين والاستهلاك المفرط للكحول يُزيد من مخاطر التهاب الرتوج 2-3 مرات أكثر بالمقارنة مع الاشخاص العاديين.

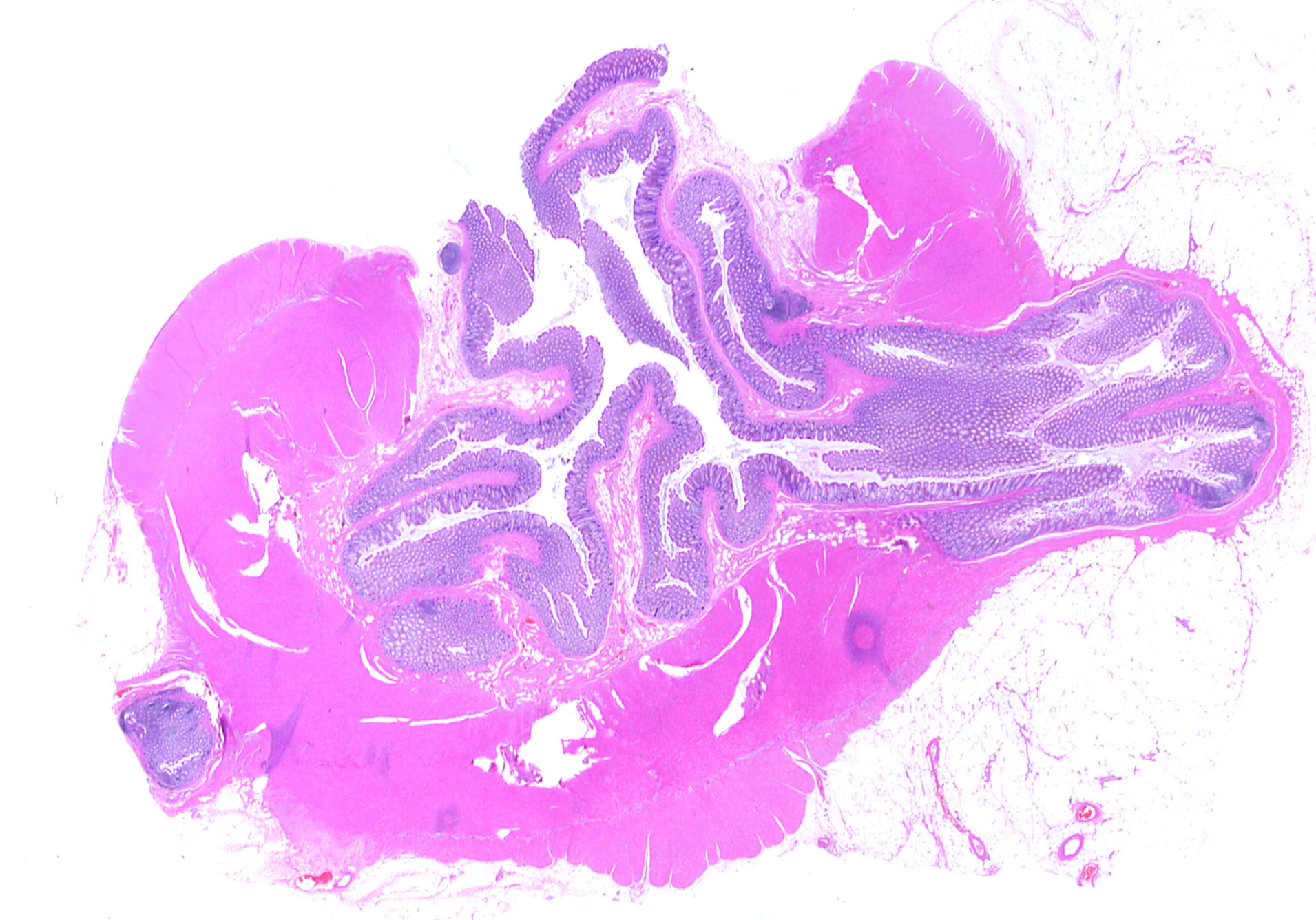
شريحة كاملة لمقطع عرضي من القولون الأيسر مصاب بداء الرتوج

لم يتضح حتى الآن بشكل كامل السبب الدقيق لداء الرتوج القولوني، حيث أن التركيز الحديث على قيمة الألياف في النظام الغذائي بدأ مع نيل وآدم سميث؛ إذ قدما حجة قوية أن نقص الألياف الغذائية هو سبب المرض الرتجي. وزعموا أن عضلات القولون تحتاج للانقباض بشكل أكثر قوة لتقوم بنقل وطرد الكمية الصغيرة من البراز المرتبطة بنقص الألياف في الغذاء. وأن زيادة الضغط داخل جزء الأمعاء على مدى سنوات أدى إلى فتق عند نقطة دخول الأوعية الدموية في جدار القولون لأنها المكان الأكثر ضعفًا.
تلاحظ المعاهد الوطنية الأمريكية للصحة (NIH) أنه بالرغم من أن نظرية انخفاض الألياف كسبب لداء الرتوج هي نظرية رائدة، إلا أنها لم تثبت بعد. وعلاوة على ذلك، وجدت دراسة في فبراير 2012 على 2104 مشارك من الذكور أن «اتباع نظام غذائي عالي الألياف أدى إلى زيادة تواتر حركات الأمعاء والذي ارتبط مع انتشار أكبر، وليس أقل، لداء الرتوج.» 
قد يكون التغيير في قوة جدار القولون مع تقدم العمر سببًا. فالنسيج الضام مساهم كبير في قوة جدار القولون. تعتمد الخواص الميكانيكية للأنسجة الضامة على مجموعة متنوعة من العوامل: نوع الأنسجة وعمرها، طبيعة الروابط التساهمية بين الجزيئات وبعضها، كمية الجليكوسامينوجليكان المرتبطة بألياف الكولاجين. تتكون الطبقة تحت المخاطية للقولون بالكامل تقريبًا من الكولاجين، النوع الأول والنوع الثالث. تختلف أعداد ألياف الكولاجين وأقطارها بين القولون الأيمن والأيسر وتتغير مع تقدم العمر وداء الرتوج القولوني.
تنخفض قوة جميع أجزاء القولون مع التقدم في السن، عدا القولون الصاعد. ويرجع ذلك إلى نقص سلامة النسيج الضام. في داء الرتوج القولوني: تصبح الطبقة المخاطية أكثر مرونة وتتكسر الطبقات الخارجية الأصلب فتسمح للغشاء المخاطي المرن بالانفتاق مُكوّنًا رتج.

## التشخيص

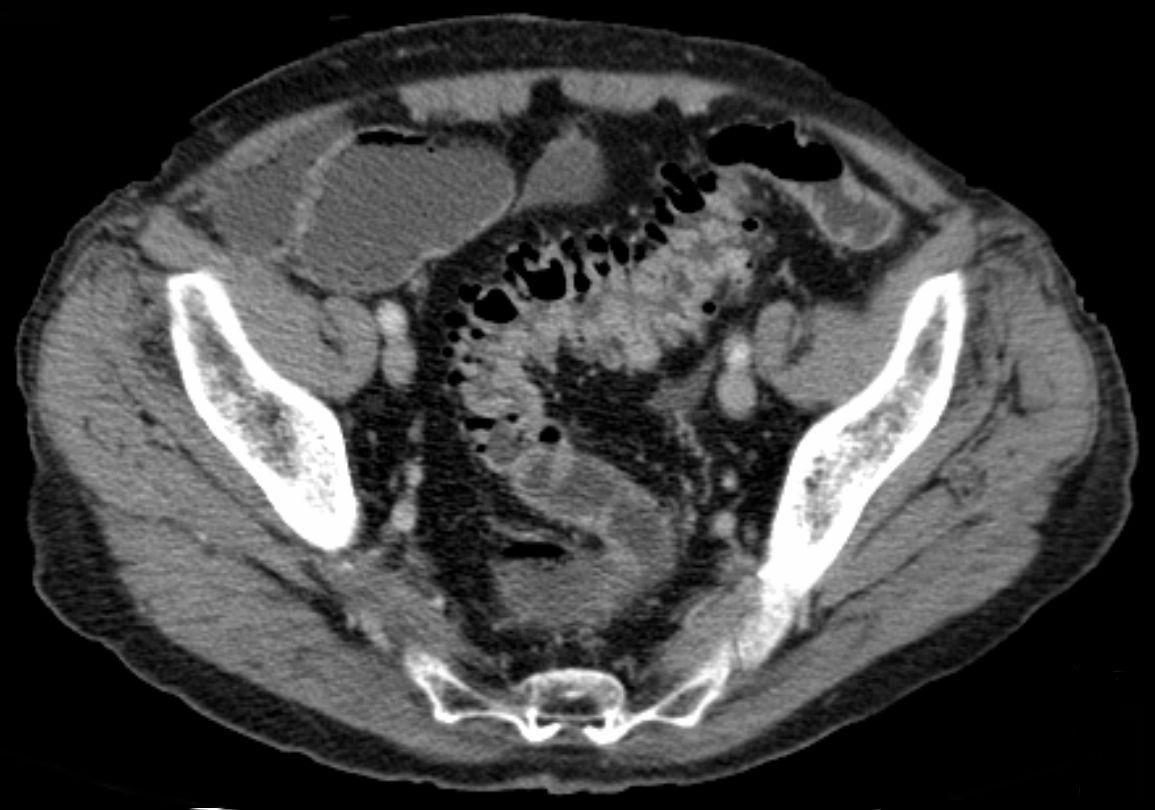
مسح بالأشعة المقطعية يُظهر داء الرتوج في القولون السيني.

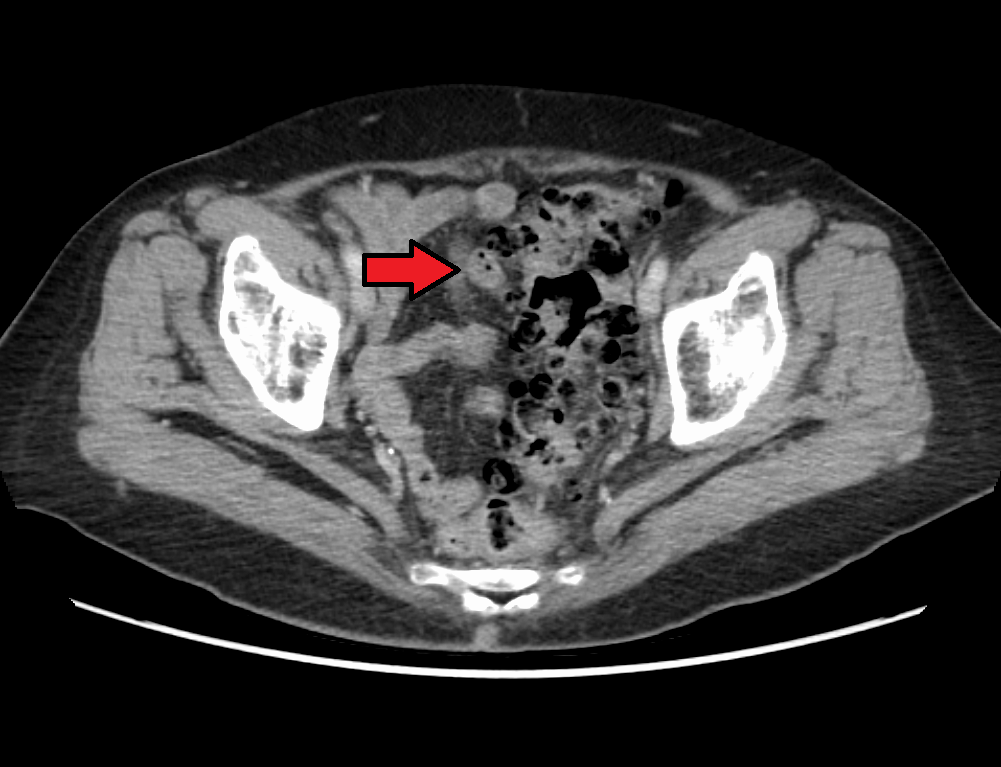
داء الرتوج

داء الرتوج كما يظهر أثناء تنظير القولون.

عادة ما يتم اكتشاف داء الرتوج بشكل عَرَضي إذا لم تحدث أعراض، بينما في حالة ظهور أعراض فيمكن تشخيصه من خلال التاريخ المرضي. من المهم التأكد من التشخيص واستبعاد أمراض أخرى أخطر (خاصةً سرطان القولون والمستقيم) والمضاعفات.

### الاختبارات
- قد تُظهر الأشعة السينية دلائل على وجود جدار سميك للقولون، العلوص، الإمساك، وانسداد الأمعاء الدقيقة أو وجود الهواء الحر في حالة الانثقاب. لكن الأشعة السينية غير كافية لتشخيص المرض الرتجي.[39]
- على النقيض؛ الأشعة المقطعية هي الاختبار الأمثل في حالات النوبات الحادة لالتهاب الرتج وعند وجود مضاعفات.[40]
- يُظهر تنظير القولون الرتوج ويستبعد الورم الخبيث. يجب عمل فحص القولون بالمنظار بعد 4-6 أسابيع من النوبات الحادة.
- تلي حقنة الباريوم فحص القولون بالمنظار من حيث جودة الصورة، وعادة ما يتم إجراءها إذا كان القولون السيني متعرج بشكل مفرط حيث يصعب تنظير القولون أو يكون خطرًا.[41]
- يقدم التصوير بالرنين المغناطيسي صورة واضحة للأنسجة البطن، ولكنه مكلف وغالبا ما تفوق فوائد الأشعة المقطعية أو تنظير القولون.

من المهم أن نتجنب كلاً من حقنة الباريوم وتنظير القولون أثناء النوبات الحادة لالتهاب الرتج، فقد يتسرب الباريوم إلى تجويف البطن، ويمكن أن يسبب تنظير القولون ثقوب في جدار الأمعاء.

## التشخيص التفريقي
من الضروري عمل الاختبارات اللازمة للتأكد من الإصابة بداء الرتوج وليس واحدًا من الأمراض التالية:
1. متلازمة القولون العصبي
2. التهاب المعدة والأمعاء
3. التهاب المرارة
4. انسداد الأمعاء
5. التهاب الزائدة الدودية
6. سرطان القولون والمستقيم
7. أمراض المسالك البولية
8. أمراض الجهاز التناسلي للمرأة.

## العلاج
العديد من المرضى الذين يعانون من داء الرتوج لديهم أعراض قليلة أو ليس لديهم أي أعراض فلا يتطلّب ذلك أي علاج محدّد.

### التغذية
يُنصح بتناوُل أغذية تحتوي على نسبة عالية من الألياف لمنع الإمساك. تُوصي جمعية التغذية الأمريكية بـ 20-35 غرامًا يوميًا. وثبت أن نخالة القمح تعمل على خفض الضغط داخل القولون.
يقول المعهد الوطني الأمريكي للسكري وأمراض الجهاز الهضمي والكلى (NIDDK) أنه لاتوجد بيانات علمية لإثبات فرضية أن الأطعمة مثل المكسرات والفشار وبذور عباد الشمس وبذور اليقطين وبذور الكمون، ضارة للأشخاص المصابين بداء الرتوج.

### علاج المضاعفات
يجب علاج مضاعفات داء الرتوج مثل النزيف والانثقاب، قد يشمل العلاج: المضادات الحيوية المكثفة والسوائل الوريدية والجراحة. تكون المضاعفات أكثر شيوعًا في المرضى الذين يتناولون مضادات الالتهاب غير الستيرويدية أو الأسبرين، كما أنها أكثر خطورة في كبار السن.

### العلاج الطبي
في حالة عدم وجود مضاعفات، يمكن علاج المرضى الذين يعانون من ألم بسيط في البطن بالأدوية. يتضمن العلاج عادة تعديل النظام الغذائي وتناول المضادات الحيوية التي ينبغي أن تغطي أنواع البكتيريا اللاهوائية، مثل: ميترونيدازول، سيبروفلوكساسين وأموكسيسيلين. وقد أظهر ذلك نجاحًا في 70٪ إلى 100٪ من الحالات.

### الجراحة
فيما يلي بعض المؤشرات اللازمة للخضوع لعملية جراحية:

- التهاب الرتوج الحاد الذي لا يستجيب للعلاج الطبي
- التهاب الرتوج في المرضى الذين يعانون من ضعف جهاز المناعة
- تكرُّر الالتهابات على الرغم من اتباع نظام غذائي عالي الألياف
- الخُرّاجات التي لا يمكن علاجها بالقسطرة
- التهاب الصفاق، تكوُّن ناسور

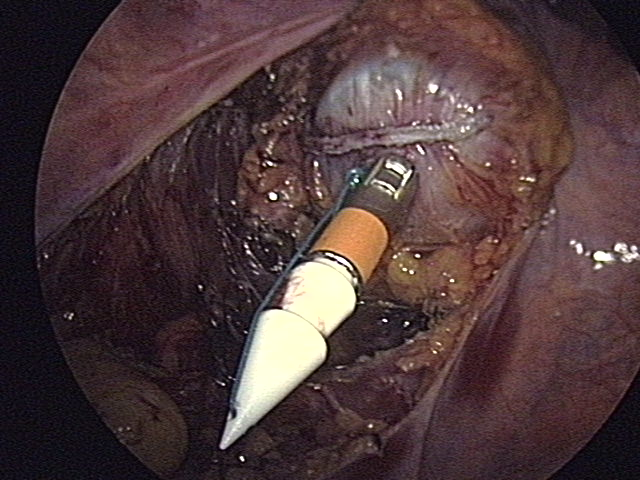
استخدام المنظار لعلاج التهاب الرتوج

هناك إستراتيجية ناشئة في السنوات الأخيرة، لعلاج التهاب الرتوج الحاد، وهي إجراء الغسل للبطن بالمنظار. ينطوي هذا الأسلوب على استخدام تقنيات المناظير لفحص البطن، واستخراج أي صديد، وغسل تجويف البطن. الهدف من ذلك هو إزالة السوائل المُعدية، وتجنُّب إزالة الجزء المصاب من القولون جراحيًا.
من الانتقادات الرئيسية لهذه التقنية هو بقاء الجزء الملتهب من القولون، ووضع المريض في خطر الإصابة المستمرة أو المتكررة.
أما علاج التهاب الرتوج المزمن أو المتكرر أو العلاج من مضاعفات حادة، فيتضمن عملية جراحية لإزالة الأجزاء المصابة من القولون، عادة القولون السيني، ثم إعادة ربط القولون. يمكن أن يتم ذلك إما عن طريق تقنيات المنظار أو تقنيات الفتح التقليدية. الفوائد الرئيسية للجراحة بالمنظار هي حجم أصغر للشق وشفاء أسرع.

## الوقاية
يمكن الوقاية من داء الرتوج أو تقليل المضاعفات الناجمة عنه، عن طريق تناول كميات مناسبة من الألياف وشرب الكثير من الماء وممارسة الرياضة بشكل منتظم. تشمل الأطعمة الغنية بالألياف: الخبز، الحبوب الكاملة، التوت، الخضروات مثل القرنبيط، والملفوف، والسبانخ، والجزر، والكوسى، والفاصولياء، والبازلاء.
يُعد أيضًا الحصول على قسط كاف من الراحة والنوم من وسائل الوقاية من داء الرتوج.

## علم الأوبئة

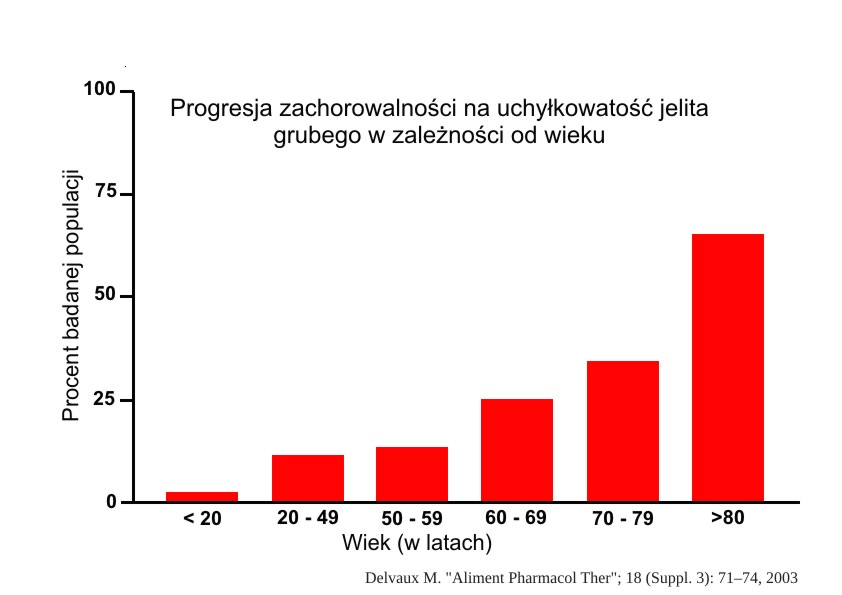
معدل انتشار داء الرتوج وِفقًا للعمر

أكثر من 10٪ من سكان الولايات المتحدة الذين تزيد أعمارهم عن الـ40 عامًا و 50٪ فوق سن الـ60، مصابون بداء الرتوج. يشيع المرض في الولايات المتحدة وبريطانيا واستراليا وكندا، لكنه غير شائع في آسيا وأفريقيا.
ترتبط الرتوج واسعة العنق بتصلب الجلد. ويكون المرض أكثر شيوعًا في أمراض الكولاجين مثل متلازمة إهلرز دانلوس.

## وصلات خارجية
- Diverticular Resource Website
- Marlett JA، McBurney MI، Slavin JL (2002). "Position of the American Dietetic Association: health implications of dietary fiber". J Am Diet Assoc. ج. 102 ع. 7: 993–1000. DOI:10.1016/S0002-8223(02)90228-2. PMID:12146567. مؤرشف من الأصل في 2016-12-03.
- Diverticulosis—PrimeHealthChannel